# 李盛時
李盛時（1548年—1589年），字伯行，號次峯，直隸保定府易州人，民籍，明朝政治人物。

## 生平
隆慶四年順天府鄉試第一百二十八名，萬曆十一年（1583年）癸未科會試第二百六十二名，登三甲第二百四十一名進士。户部觀政，次年授大理寺评事，丁外艰，十六年復除原职，十七年升寺副，本年卒。

## 家族
曾祖李甫堂；祖父李沖，曾任壽官；父李九經。母苑氏；繼母劉氏；繼母呂氏。重庆下。